# Autoklíčová šifra
Autoklíčová šifra neboli autoklávová šifra je označení těch šifer, které dotvářejí svůj klíč na základě otevřeného textu.
Základní podobu této šifry poprvé publikoval v roce 1586 Blaise de Vigenère jako vylepšení takzvané Vigenèrovy šifry. V jeho verzi tvořilo dohodnutou část klíče jediné písmeno a zbytek „klíče“ pro Vigenèrovu šifru byl utvořen doplněním otevřeného textu za dohodnuté písmeno.
Modernější je použití několika písmen, jak například šifru definuje Americká kryptogramová asociace. Například pro zašifrování textu začínajícího „ATTACK AT DAWN“ a úvodní část klíče „QUEENLY“ vypadá šifrování takto:
```
Otevřený text:  ATTACK AT DAWN...
Klíč :          QUEENL YA TTACK AT DAWN....
Šifrový text :  QNXEPV YT WTWP...
```